# Trump Model Management
Trump Model Management è un'agenzia di moda, con sede a New York, fondata da Donald Trump nel 1999.

## Modelli rappresentati
Il seguente è un elenco incompleto dei modelli rappresentati dalla Trump Model Management, sia nel passato che oggi:
- Lisa Cant
- Siri Tollerod
- Elena Melnik
- Paul
- Jodie Kidd
- Rila Fukushima
- Kiara Kabukuru
- Dayana Mendoza
- Melania Knauss
- Hye Rim Park
- Tatjana Patitz
- Isabella Rossellini
- Ève Salvail
- Sofi Berelidze
- Eugenia Mandzhieva
- Rozanna Purcell